# Watermark (album)
Pour les articles homonymes, voir Watermark.
Albums de Enya
Enya
(1987) Shepherd Moons
(1991)
Watermark est le 2e album de la chanteuse Enya sorti le 19 septembre 1988.
13,6 millions d'exemplaires vendus.
Certaines versions de cet album comprennent un morceau supplémentaire, Storms in Africa II, qui n'est autre qu'une deuxième version plus courte du single Storms in Africa en anglais au lieu de gaélique.

## Liste des titres
1. Watermark (2 min 26 s)
2. Cursum Perficio (4 min 09 s)
3. On Your Shore (4 min 00 s)
4. Storms In Africa (4 min 04 s)
5. Exile (4 min 21 s)
6. Miss Clare Remembers (1 min 59 s)
7. Orinoco Flow (4 min 26 s)
8. Evening Falls... (3 min 49 s)
9. River (3 min 11 s)
10. The Longships (3 min 39 s)
11. Na Laetha Geal M'Óige (3 min 56 s)
12. Storms in Africa (Part II) (3 min 03 s) [Chanson présente seulement sur la version rééditée de 1989]

## Personnel
Les crédits sont adaptés des notes de pochette de l'album.
Les musiciens
- Enya – chant, claviers, synthétiseurs, percussions
- Davy Spillane – low whistle sur Exile, Uilleann pipes sur Na Laetha Geal M'óige
- Neil Buckley - clarinette sur On Your Shore
- Chris Hughes - rototoms sur Storms in Africa et River, tambour africain sur Storms in Africa
- Nicky Ryan - applaudissements sur Storms in Africa